# Zonsverduistering van 14 februari 1934

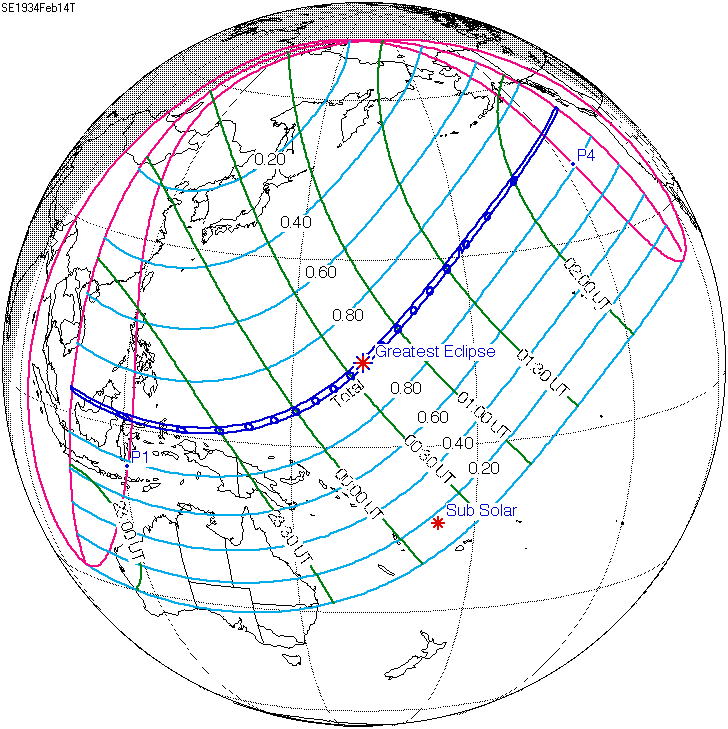
De zonsverduistering was te zien tussen de blauwe lijnen.

De totale zonsverduistering van 14 februari 1934 trok veel over zee, maar was achtereenvolgens te zien in Maleisië en Indonesië.

## Lengte

### Maximum
Het punt met maximale totaliteit lag op zee ver van enig land op coördinatenpunt 13.2475° Noord / 161.7446° Oost en duurde 2m52,5s.

### Limieten
| Fenomeen                    | Code | Tijdstip UTC  |
| --------------------------- | ---- | ------------- |
| Eerste contact bijschaduw   | P1   | 22:05:07.2 UT |
| Eerste contact kernschaduw  | U1   | 23:06:16.9 UT |
| Kernschaduw compleet vanaf  | U2   | 23:07:22.2 UT |
| Bijschaduw compleet vanaf   | P2   | Niet          |
| Maximum eclips              | GE   | 00:38:18.7 UT |
| Bijschaduw compleet t/m     | P3   | Niet          |
| Kernschaduw compleet t/m    | U3   | 02:09:02.2 UT |
| Laatste contact kernschaduw | U4   | 02:10:04.2 UT |
| Laatste contact bijschaduw  | P4   | 03:11:24.2 UT |